# Yannis Ginosatis
Yannis Ginosatis (Salonicco, 5 novembre 1960) è un fumettista greco.

## Biografia
Dopo aver frequentato la scuola di belle arti di Atene, inizia a collaborare come illustratore con alcune agenzie pubblicitarie internazionali come J. W. Thompson, BBDO, Ashley & Holmes o Lintas. Si cimentò in modo amatoriale come fumettista realizzando una storia breve di Zagor che venne pubblicata qualche anno dopo su una fanzine italiana e, nel 2007, venne assunto dalla Sergio Bonelli Editore per realizzare storie a fumetti della serie Tex, esordendo nel 2011 con la sua prima storia in tre albi pubblicata nella collana. A questa seguì una storia in due albi nel 2018 e un'altra pubblicata lo stesso anno nella serie Maxi Tex.